# Металургійні виробництва у Текелі
Металургійні виробництва у Текелі – виробничі майданчики у розташованому на південному сході Казахстану місті Текелі, які здійснюють випуск металургійної продукції.

## Текелійський гірничо-промисловий комплекс
На початку 2000-х Текелійський свинцево-цинковий комбінат припинив видобуток руди. Його збагачувальна фабрика узялась за переробку клінкеру Усть-Каменогорського металургійного заводу, проте цей процес міг тривати лише кілька років. Як наслідок, в 2006-му власник текелійського майданчику концерн «Казцинк» передав збагачувальну фабрику до новоствореного «Текелійського гірничо-промислового комплексу» (ТГПК), іншим учасником якого стала компанія «Горное дело», що готувалась до розробки розташованого на північ від Балхашу залізорудного родовища Бапи (в подальшому «Казцинк» вийшов з учасників ТГПК). Починаючи з 2011-го на майданчику провадили дозбагачення залізної руди.
За кільк років узялись за створення металургійного виробництва, інвесторами якого стали «Горное дело» та «KSP Steel» Павлодарський трубопрокатний завод» (при цьому довелось тимчасово призупинити збагачення залізної руди). Проект передбачав зведення двох домен потужністю по 200 тисяч тон чавуну на рік, перша з яких стала до ладу у 2017 році. Друга, хоча й перебувала у високому ступеню готовності, станом на 2023-й так і не була введена в дію.
Робота нового виробництва супроводжувалась ускладненнями, зокрема, через необхідність закупівлі на ринку коксу, зростання цін на який мало критичний вплив на рентабельність. Як наслідок, завод зупинявся на тривалий час.
Наприкінці 2022-го відбулась зміна власників ТГПК, при цьому з 2023-го єдиним власником став бізнесмен Ельдар Сарсенов, який є співвласником зазначеної вище «KSP Steel».

## Електромарганець
Частину текелійського майданчику «Горное дело» одразу планувала використати для створення виробництва електролітичного металічного марганцю, для чого заснували компанію «Електромарганець». Втім, вперше про запуск «Електромарганцем» металургійного виробництва повідомили лише в 2022 році, причому це була установка прямого відновлення заліза потужністю 20 тисяч тон на рік. Її особливістю стало використання вугілля, а не природного газу.